# Torkil Damhaug
Torkil Damhaug (Lillehammer, 8 novembre 1958) è uno scrittore norvegese di libri gialli.

## Biografia
Nato nel 1958 a Lillehammer, ha studiato letteratura e antropologia all'Università di Bergen e medicina all'Università di Oslo.
Medico e psichiatra, ha esordito nella narrativa nel 1996 con Flykt, måne e in seguito ha pubblicato altri 10 romanzi tradotti in 11 lingue.
È l'unico scrittore ad avere ottenuto il Premio Riverton tre volte: nel 2011 con Il signore del fuoco, nel 2016 con En femte årstid e nel 2022 con Hund uten grav.

## Opere

### Romanzi
- Flykt, måne (1996)
- Syk rose (1999)
- Overlord (2006)
- Se meg, Medusa (2007)
- Døden ved vann (2009)
- Il signore del fuoco (Ildmannen, 2011), Roma, Atmosphere, 2015 traduzione di Lucia Barni ISBN 978-88-6564-119-4.
- Sikre tegn på din død (2013)
- En femte årstid (2016)
- Glasshjerte (2017)
- Se en annen vei (2019)
- Hund uten grav (2022)

## Premi e riconoscimenti

### Vincitore
- Premio Riverton: 2011 con Il signore del fuoco, 2016 con En femte årstid e 2022 con Hund uten grav[6]